# Roézé-sur-Sarthe
Roézé-sur-Sarthe là một xã thuộc tỉnh Sarthe trong vùng Pays-de-la-Loire phía tây bắc nước Pháp. Xã này có diện tích 26,46 km2, dân số năm 2006 là 2587 người.